# Vladimír Palko
Vladimír Palko est un homme politique slovaque, né le 20 mai 1957 à Bratislava.
Du 16 octobre 2002 au 8 février 2006, il a exercé les fonctions de ministre de l'Intérieur (en slovaque : minister vnútra), dans le deuxième gouvernement de Mikuláš Dzurinda. Il a été remplacé à ce poste par Martin Pado.